# Championnat de France de rugby à XV de 2e division 2009-2010
Navigation
Pro D2 2008-2009 Pro D2 2010-2011
Le Championnat de France de rugby à XV de 2e division 2009-10 ou Pro D2 2009-2010 se déroule  29 août 2009 au 23 mai 2010. La compétition débute par une phase régulière organisée en matchs aller-retour à l'issue de laquelle l'équipe classée première est directement promue dans le Top 14. Les équipes classées de la seconde à la cinquième place s'affrontent ensuite dans une phase de play-off à deux tours dont le vainqueur obtient le second ticket pour la montée en première division. Enfin, les équipes classées aux deux dernières place sont reléguées en Fédérale 1.
Cette saison, le Stade montois et l'US Dax disputent la compétition, ayant été relégués du Top 14. À l'issue de la saison précédente, les clubs de Béziers et Bourg-en-Bresse ont été relégués en Fédérale 1. Enfin, le Pays d'Aix RC et le CA Lannemezan, finalistes de Fédérale 1, ont été promus pour disputer cette saison de Pro D2.
Les promus pour le Top 14 à la fin de la saison de Pro D2 sont le SU Agen (1er de la saison régulière) et le Stade rochelais (vainqueur de la finale de barrage). Le club relégué en Fédérale 1 est le CA Lannemezan. Le Pays d'Aix RC est maintenu dans la compétition puisque l'US Montauban est directement relégué du Top 14 en Fédérale 1 sur décision administrative.

## Règlement
Seize équipes participent au championnat Pro D2, l'équipe classée en tête est promue automatiquement pour jouer dans le Top 14, la deuxième équipe promue est désignée à l'issue d'un tour final entre les équipes classées de la 2e à la 5e place. Celles qui sont classées aux deux dernières places sont reléguées en division inférieure.

## Liste des équipes en compétition
| - SU Agen - Pays d'Aix RC (promu) - FC Auch - Stade aurillacois - Union Bordeaux Bègles - Colomiers rugby - US Dax (relégué) - FC Grenoble | - CA Lannemezan (promu) - Lyon OU - Stade montois (relégué) - RC Narbonne - US Oyonnax - Section paloise - Stade rochelais - Tarbes Pyrénées |

| SU Agen Pays d'Aix RC FC Auch Stade aurillacois Union Bordeaux · Bègles Colomiers rugby US Dax FC Grenoble CA · Lannemezan Lyon OU Stade montois RC Narbonne US Oyonnax Section paloise Stade rochelais Tarbes Pyrénées |

## Classement de la saison régulière
Au 9 mai 2010
| Rang | Club                  | J  | V  | N | D  | Bo | Bd | Pm  | Pe  | Diff | Pts |
| ---- | --------------------- | -- | -- | - | -- | -- | -- | --- | --- | ---- | --- |
| 1    | SU Agen               | 30 | 21 | 2 | 7  | 11 | 6  | 724 | 378 | +346 | 105 |
| 2    | Lyon OU               | 30 | 18 | 6 | 6  | 7  | 3  | 644 | 431 | +213 | 94  |
| 3    | Stade rochelais       | 30 | 19 | 2 | 9  | 5  | 9  | 607 | 396 | +211 | 94  |
| 4    | US Oyonnax            | 30 | 20 | 0 | 10 | 5  | 4  | 579 | 452 | +127 | 89  |
| 5    | Section paloise       | 30 | 16 | 5 | 9  | 4  | 6  | 545 | 425 | +120 | 84  |
| 6    | FC Grenoble           | 30 | 16 | 5 | 9  | 5  | 5  | 547 | 438 | +109 | 84  |
| 7    | Stade aurillacois     | 30 | 17 | 0 | 13 | 2  | 6  | 572 | 515 | +57  | 76  |
| 8    | RC Narbonne           | 30 | 16 | 0 | 14 | 6  | 3  | 581 | 585 | -4   | 73  |
| 9    | Union Bordeaux Bègles | 30 | 15 | 1 | 14 | 3  | 7  | 504 | 501 | +3   | 72  |
| 10   | Tarbes PR             | 30 | 14 | 0 | 16 | 3  | 11 | 576 | 574 | +2   | 70  |
| 11   | US Dax (R)            | 30 | 13 | 2 | 15 | 2  | 6  | 442 | 491 | -49  | 64  |
| 12   | Stade montois (R)     | 30 | 14 | 2 | 14 | 2  | 7  | 528 | 554 | -26  | 64¹ |
| 13   | FC Auch               | 30 | 9  | 1 | 20 | 3  | 11 | 472 | 535 | -63  | 52  |
| 14   | Colomiers Rugby       | 30 | 7  | 4 | 19 | 1  | 8  | 438 | 623 | -185 | 45  |
| 15   | Pays d'Aix RC (P)     | 30 | 6  | 2 | 22 | 0  | 7  | 426 | 737 | -311 | 35  |
| 16   | CA Lannemezan (P)     | 30 | 3  | 0 | 27 | 0  | 7  | 347 | 897 | -550 | 19  |

1Le Conseil supérieur de la DNACG a infligé une pénalité de 5 points au Stade montois.
- Lyon et La Rochelle se départagent en fonction de leurs rencontres de la 8e et de la 23e journée : 8 points pour Lyon et 2 points pour La Rochelle
- Pau et Grenoble se départagent en fonction de leurs rencontres de la 4e et de la 19e journée : 5 points pour Pau et 4 points pour Grenoble
- Dax et Mont-de-Marsan se départagent en fonction de la pénalité infligé à l'équipe du Stade montois

|  | Champion de France de Pro D2 - Promu en Top 14 (no 1).                                                                  |
|  | Participation aux phases finales de barrage pour déterminer le vice-champion, promu en Top 14 (no 2, no 3, no 4, no 5). |
|  | Relégation en Fédérale 1 (no 16).                                                                                       |
|  | R : Relégués 2009 • P : Promus 2009                                                                                     |

Attribution des points : victoire sur tapis vert : 5, victoire : 4, match nul : 2, défaite : 0, forfait : -2 ; plus les bonus (offensif : 3 essais de plus que l'adversaire ; défensif : défaite par 7 points d'écart ou moins).
Règles de classement : 1. points terrain ; 2. points terrain obtenus dans les matches entre équipes concernées ; 3. différence de points dans les matches entre équipes concernées ; 4. différence entre essais marqués et concédés dans les matches entre équipes concernées ; 5. différence de points ; 6. différence entre essais marqués et concédés ; 7. nombre de points marqués ; 8. nombre d'essais marqués ; 9. nombre de forfaits n'ayant pas entraîné de forfait général ; 10. place la saison précédente ; 11. nombre de personnes suspendues après un match de championnat.

### Meilleurs réalisateurs
| Rang | Joueur                | Club              | Poste                    | Points | Essais | Transf. | Pén. | Drops |
| ---- | --------------------- | ----------------- | ------------------------ | ------ | ------ | ------- | ---- | ----- |
| 1    | Pierre-Yves Montagnat | Lyon OU           | Arrière                  | 267    | 7      | 20      | 64   | 0     |
| 2    | Benjamin Dambielle    | Stade Rochelais   | Demi d'ouverture/Arrière | 254    | 1      | 21      | 68   | 1     |
| 3    | Silvère Tian          | US Oyonnax        | Arrière                  | 249    | 6      | 24      | 57   | 0     |
| 4    | Jérémy Bourlon        | Stade aurillacois | Demi d'ouverture         | 228    | 2      | 22      | 57   | 1     |
| 5    | Thibault Duvallet     | Stade montois     | Demi d'ouverture         | 217    | 1      | 13      | 59   | 3     |

### Meilleurs marqueurs d'essais

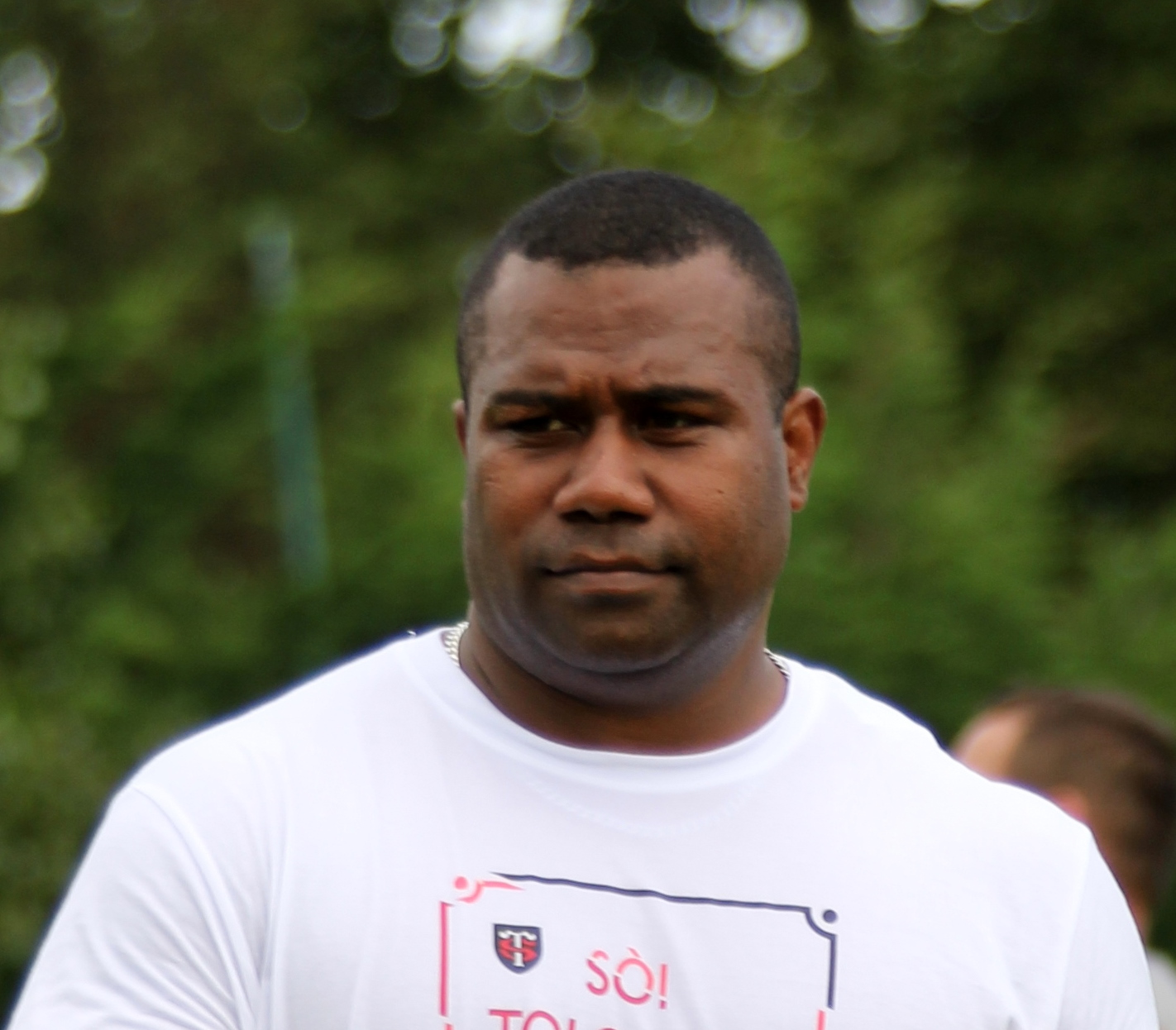
Rupeni Caucaunibuca (Agen)
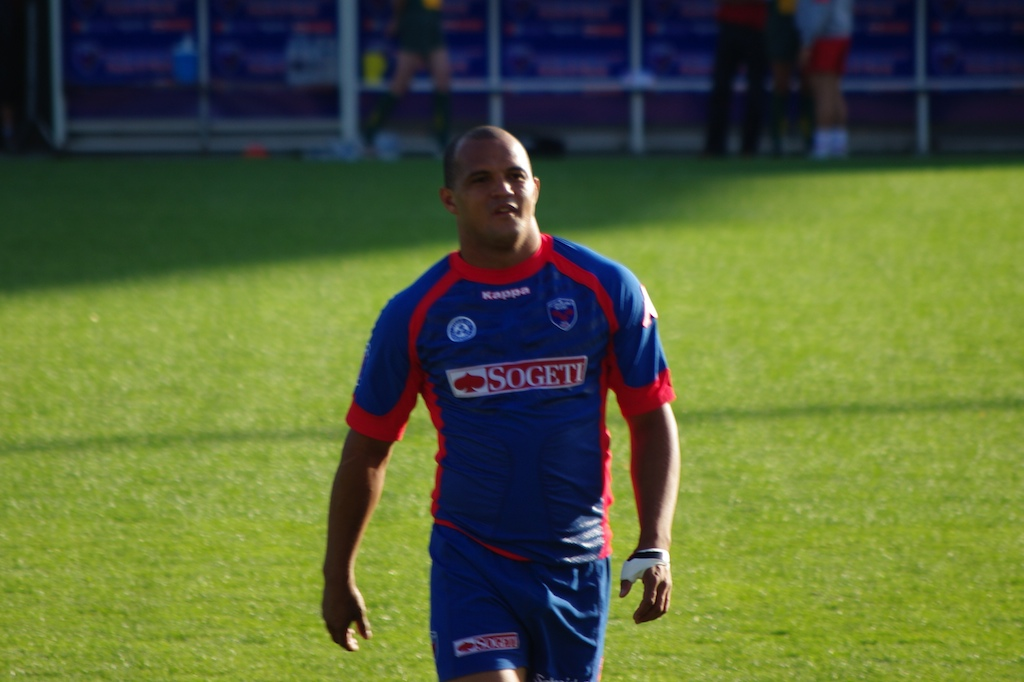
Wylie Human (Grenoble)

| Rang | Joueur               | Club        | Poste           | Essais |
| ---- | -------------------- | ----------- | --------------- | ------ |
| 1    | Rupeni Caucaunibuca  | SU Agen     | Ailier          | 13     |
| 2    | Wylie Human          | FC Grenoble | Ailier          | 12     |
| -    | Sionasa Vunisa       | RC Narbonne | Ailier          | 12     |
| 4    | Opeti Fonua          | SU Agen     | Troisième ligne | 11     |
| -    | Romain Martial       | RC Narbonne | Ailier          | 11     |
| 6    | Jean-Maurice Oulouma | US Oyonnax  | Ailier          | 7      |

## Résultats des matches de la saison régulière

### Tableau synthétique des résultats
L'équipe qui reçoit est indiquée dans la colonne de gauche.
| Clubs                 | AGE   | AIX   | AUC   | AUR   | UBB   | COL   | DAX   | GRE   | LAN   | LOU   | MDM   | NAR   | OYO   | PAU   | ROC   | TAR   |
| --------------------- | ----- | ----- | ----- | ----- | ----- | ----- | ----- | ----- | ----- | ----- | ----- | ----- | ----- | ----- | ----- | ----- |
| SU Agen               |       | 29-3  | 21-6  | 21-6  | 21-16 | 31-3  | 23-6  | 22-16 | 43-3  | 34-11 | 37-8  | 57-12 | 23-11 | 20-14 | 26-21 | 32-14 |
| Pays d'Aix RC         | 10-31 |       | 23-14 | 18-23 | 13-10 | 12-25 | 6-15  | 13-15 | 12-8  | 12-12 | 20-18 | 24-19 | 3-16  | 21-16 | 16-22 | 19-21 |
| FC Auch               | 3-19  | 35-14 |       | 34-23 | 17-6  | 31-22 | 15-21 | 15-17 | 28-3  | 18-25 | 3-19  | 27-32 | 36-20 | 16-19 | 3-9   | 14-19 |
| Aurillac              | 19-17 | 38-19 | 24-15 |       | 12-7  | 22-12 | 20-6  | 24-21 | 45-3  | 18-25 | 36-12 | 15-3  | 25-16 | 12-16 | 25-22 | 36-18 |
| Union Bordeaux Bègles | 15-29 | 21-10 | 23-21 | 19-9  |       | 31-9  | 17-16 | 14-14 | 46-17 | 27-9  | 24-21 | 21-12 | 17-10 | 31-13 | 14-28 | 16-9  |
| Colomiers rugby       | 16-21 | 13-13 | 6-9   | 13-9  | 20-22 |       | 19-13 | 10-10 | 17-13 | 12-12 | 10-15 | 35-13 | 12-13 | 12-29 | 19-13 | 16-14 |
| US Dax                | 16-13 | 33-24 | 22-14 | 22-13 | 8-9   | 10-0  |       | 15-8  | 34-8  | 9-9   | 19-15 | 3-17  | 27-6  | 3-3   | 13-17 | 19-16 |
| Grenoble              | 12-12 | 28-5  | 19-0  | 12-6  | 33-3  | 22-12 | 28-5  |       | 39-10 | 9-9   | 14-9  | 27-14 | 21-13 | 16-15 | 9-9   | 22-20 |
| Lannemezan            | 11-41 | 32-28 | 10-17 | 9-19  | 9-16  | 24-22 | 11-23 | 10-43 |       | 17-30 | 16-18 | 13-16 | 24-35 | 15-21 | 5-31  | 16-39 |
| Lyon OU               | 9-10  | 36-14 | 26-6  | 22-10 | 17-13 | 50-10 | 26-6  | 27-19 | 44-13 |       | 26-6  | 20-8  | 18-22 | 22-22 | 20-14 | 43-14 |
| Stade montois         | 18-12 | 24-18 | 6-16  | 42-15 | 16-12 | 29-29 | 16-5  | 9-12  | 46-6  | 15-15 |       | 17-6  | 31-26 | 18-14 | 22-21 | 18-12 |
| Narbonne              | 22-16 | 43-10 | 20-19 | 25-9  | 33-12 | 34-17 | 24-18 | 32-0  | 56-10 | 3-27  | 15-12 |       | 6-13  | 28-12 | 16-13 | 27-20 |
| Oyonnax               | 12-10 | 36-18 | 25-18 | 13-10 | 16-6  | 31-15 | 29-10 | 26-19 | 29-0  | 21-6  | 36-10 | 13-6  |       | 16-9  | 6-9   | 28-12 |
| Pau                   | 16-16 | 45-10 | 3-3   | 21-14 | 17-11 | 38-5  | 16-14 | 26-3  | 25-12 | 9-13  | 18-6  | 46-7  | 17-6  |       | 6-6   | 16-15 |
| La Rochelle           | 20-10 | 37-3  | 20-6  | 21-22 | 27-13 | 11-6  | 29-10 | 25-21 | 22-6  | 18-19 | 25-20 | 36-21 | 21-26 | 32-0  |       | 16-6  |
| Tarbes                | 29-27 | 22-15 | 19-13 | 11-13 | 15-12 | 28-21 | 40-21 | 28-18 | 12-13 | 22-16 | 36-12 | 23-11 | 13-9  | 22-23 | 7-12  |       |

|  | Victoire à domicile |  | Match nul |  | Défaite à domicile |

### Détail des résultats
Les points marqués par chaque équipe sont inscrits dans les colonnes centrales (3-4) alors que les essais marqués sont donnés dans les colonnes latérales (1-6). Les points de bonus sont symbolisés par une bordure bleue pour les bonus offensifs (trois essais de plus que l'adversaire), jaune pour les bonus défensifs (défaite à moins de sept points d'écart), verte si les deux bonus sont cumulés.

## Barrages d'accession en Top 14
À l'issue de la saison régulière, le Lyon OU, le Stade Rochelais, le US Oyonnax et la Section paloise sont qualifiés pour disputer les demi-finales d'accession au Top 14 pour la saison 2009-2010.
|  | Demi-finales            | Demi-finales        |             |    | Finale            | Finale            |
|  | Demi-finales            | Demi-finales        |             |    | Finale            | Finale            |
|  |                         |                     |             |    |                   |                   |
|  | le 16 mai à Lyon        | le 16 mai à Lyon    |             |    | le 23 mai à Brive | le 23 mai à Brive |
|  | le 16 mai à Lyon        | le 16 mai à Lyon    |             |    | le 23 mai à Brive | le 23 mai à Brive |
|  | [2] Lyon OU             | 29                  |             |    | le 23 mai à Brive | le 23 mai à Brive |
|  | [2] Lyon OU             | 29                  |             |    | le 23 mai à Brive | le 23 mai à Brive |
|  | [5] Section paloise     | 13                  |             |    | le 23 mai à Brive | le 23 mai à Brive |
|  | [5] Section paloise     | 13                  | [2] Lyon OU | 26 |                   |                   |
|  | le 15 mai à La Rochelle |                     | [2] Lyon OU | 26 |                   |                   |
|  |                         | [3] Stade rochelais | 32          |    |                   |                   |
|  | [3] Stade rochelais     | [3] Stade rochelais | 32          | 6  |                   |                   |
|  | [3] Stade rochelais     |                     |             | 6  |                   |                   |
|  | [4] US Oyonnax          | 3                   |             |    |                   |                   |
|  | [4] US Oyonnax          | 3                   |             |    |                   |                   |

### Demi-finales
| 15 mai 2010 19:00 CET | Stade rochelais                      | 6 - 3 (0 - 3) | US Oyonnax               | Stade Marcel-Deflandre, La Rochelle 12 000 spectateurs Arbitre : Franck Maciello |
| 15 mai 2010 19:00 CET | Pénalité(s) : Dambielle 2 (48e, 67e) |               | Drop(s) : Guilloux (38e) | Stade Marcel-Deflandre, La Rochelle 12 000 spectateurs Arbitre : Franck Maciello |
| 15 mai 2010 19:00 CET |                                      |               |                          | Stade Marcel-Deflandre, La Rochelle 12 000 spectateurs Arbitre : Franck Maciello |

| 16 mai 2010 15:00 CET | Lyon OU | 29 - 13 (24 - 3) | Section paloise                                                                       | Stade Vuillermet, Lyon 4 190 spectateurs Arbitre : Mathieu Raynal |
| 16 mai 2010 15:00 CET | Essai(s) : Sadourny (29e), Nicoud (33e), Seve (63e) Transformation(s) : Montagnat (33e) Pénalité(s) : Montagnat 4 (3e, 6e, 12e, 16e) |                  | Essai(s) : Puyo (51e) Transformation(s) : Hough (51e) Pénalité(s) : Darbo 2 (8e, 57e) | Stade Vuillermet, Lyon 4 190 spectateurs Arbitre : Mathieu Raynal |
| 16 mai 2010 15:00 CET | |                  |                                                                                       | Stade Vuillermet, Lyon 4 190 spectateurs Arbitre : Mathieu Raynal |

### Finale
(mt : 0 – 15)
Homme du match :
Points marqués : 
- Lyon OU : 3 essais de Bailey (3e, 24e) et Leite (18e), 1 transformation de Montagnat (3e) et 3 pénalités de Montagnat (12e, 55e, 64e)
- Stade rochelais : 2 essais de Ferrou (53e) et de Ninard (70e), 2 transformations de Dambielle (53e, 70e) et 6 pénalités de Dambielle (6e, 10e, 22e, 31e, 34e, 59e)

Évolution du score : 7-0, 7-3, 7-6, 10-6, 15-6, 15-9, 20-9, 20-12, 20-15, 20-22, 23-22, 23-25, 26-25, 26-32
Arbitre : Patrick Péchambert
Résumé
| Lyon OU Titulaires Pierre-Yves Montagnat 15 James Bailey 14 Cédric Leite 13 Vinaya Wakanivuga 12 Mosese Ratuvou 11 Xavier Sadourny 10 Antoine Nicoud 9 Alexandru Manta 8 Laurent Pakihivatau 7 Olivier Nauroy 6 Paino Kelekolio Hehea 5 Gérald Gambetta 4 Nicolas Bontinck 3 Tony Testa 2 Xavier Fiard 1 Remplaçants Guram Kavtidze 16 Ephraim Taukafa 17 Arnaud Dorier 18 Eugène N'Zi 19 Brice Salobert 20 Romain Loursac 21 Nicolas Raffault 22, Julien Facundo 23 Entraîneur Matthieu Lazerges Raphaël Saint-André |  |  |  | Stade rochelais Titulaires 15 Benjamin Dambielle 14 Norman Ligairi 13 Thomas Combezou 12 Jérôme Jacquet 11 Florian Ninard 10 Rémi Talès 9 Benjamin Ferrou 8 Romain Carmignani 7 Franck Jacob 6 Nicolas Djebaïli 5 Cobus Grobler 4 Robert Mohr 3 Tamato Leupolu 2 Franco Pani 1 Romain Frou Remplaçants 16 Kévin Le-Guen 17 Alexandre Barès 18 David McGowan 19 Thomas Soucaze 20 Sébastien Boboul 21 Vincent Roux 22 Maxime Le Bourhis 23 Stéphane Clément Entraîneur Serge Milhas David Darricarrère |